# Slaghök (efternamn)
Slaghök, även stavat Slaghöök med flera (danska: Slaghøk, Slagheck), är ett ovanligt nordiskt efternamn. En som bar det var danske prästen ”Didrik Slaghöök” (danska: Didrik Slagheck), en trogen vän till Kristian tyrann utpekad som aktivt medverkande till Stockholms blodbad. En annan var svensken Anders Slaghöök från Hålland i Jämtland, en dragon som dog till en hamnbjörn 22 januari 1691.
I juli 2025 fanns tre personer med efternamnet i Sverige stavat Slaghök.